# Ibrahim al-Dschafari

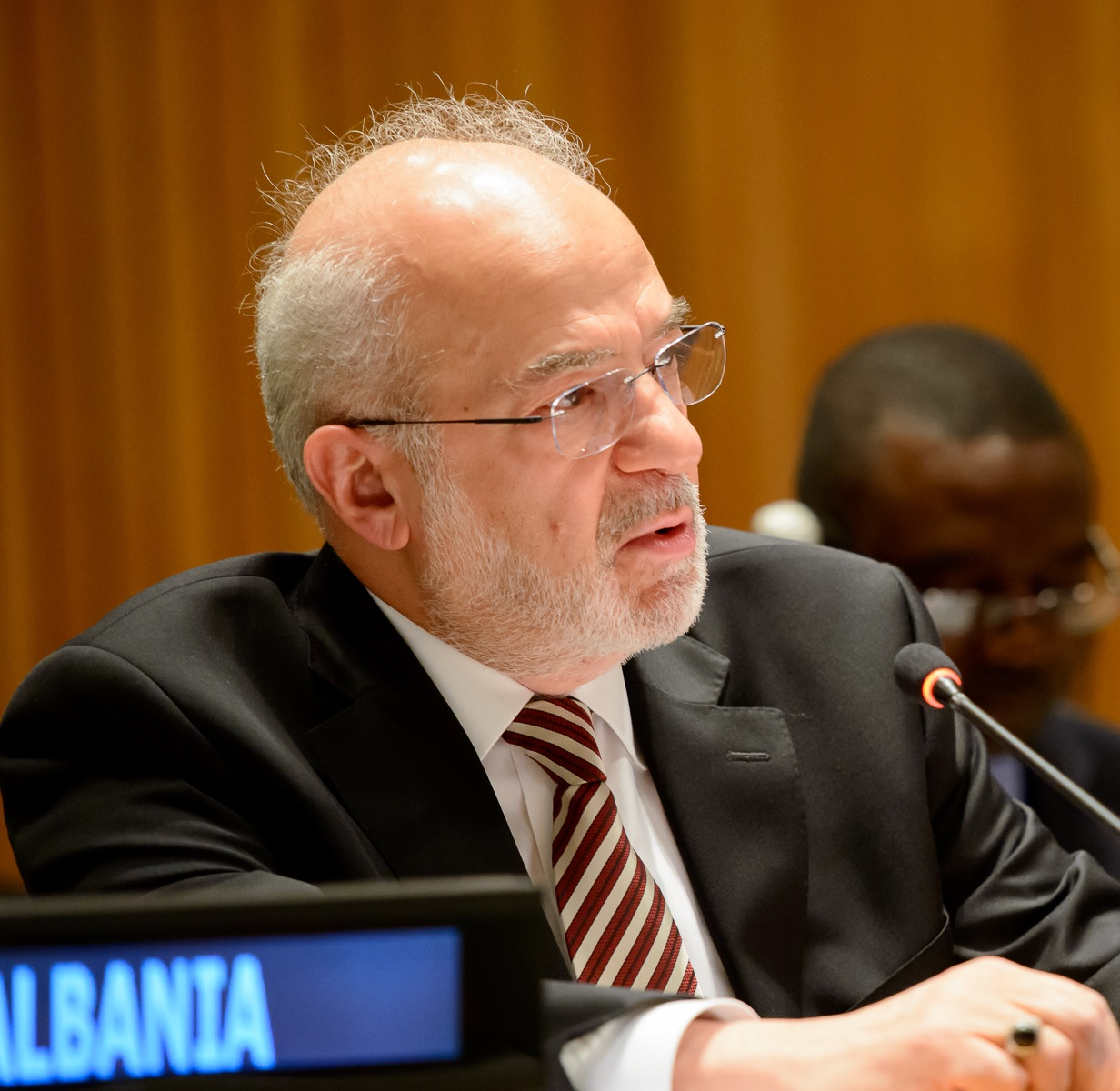
Ibrahim al-Ja'fari

Ibrahim al-Dschafari (arabisch إبراهيم الجعفري, DMG Ibrāhīm al-Ǧaʿfarī, * 1947 in Kerbela im Irak) ist ein irakischer Politiker. Von 2005 bis 2006 war er Ministerpräsident der irakischen Übergangsregierung.
Ibrahim al-Dschafari wurde 1947 als Ibrahim al-Aschaiqir (arabisch إبراهيم الأشيقر, DMG Ibrāhīm al-Ašayqir) in der schiitischen Pilgerstadt Kerbela geboren. Der Name al-Dschafari ist ein Pseudonym, welches sich auf Dschaʿfar as-Sādiq, den sechsten schiitischen Imam, bezieht.

## Leben
Al-Dschafari ist Schiit und hat die Ausbildung zum Arzt an der Universität Mossul absolviert. Daneben betrieb er religiöse Studien. Er ist Führer der schiitischen Islamischen Partei Dawa, der er 1966 im Alter von 19 Jahren beitrat. Die Partei, deren Führung ehemals im Iran war, führte in den späten 1970er Jahren eine bewaffnete Kampagne gegen das Regime von Saddam Hussein, die 1982 niedergeschlagen wurde. Angeblich verloren 77.000 Menschen ihr Leben in diesem Kampf. 1980 floh al-Dschafari über Syrien ins iranische Exil. Von 1989 bis  April 2003 lebte er zusammen mit seiner Familie in London. Dort war er als Sprecher der Dawa-Partei in Großbritannien aktiv. Nach dem Irak-Krieg kehrte al-Dschafari in den Irak zurück.
Al-Dschafari war, als einer von zwei Vizepräsidenten, Mitglied des Irakischen Regierungsrats, einem vorübergehenden politischen Gremium, das am 13. Juli 2003 vom amerikanischen Militärverwalter in Bagdad, Paul Bremer, eingesetzt wurde und sich am 1. Juni 2004 durch Beschluss seiner Mitglieder vorzeitig aufgelöst hat. Bei der Parlamentswahl vom 30. Januar 2005 nahm al-Dschafari als Kandidat der Liste der Vereinigten Irakischen Allianz teil. Das Wahlbündnis errang mit 140 der 275 Mandate die absolute Mehrheit im Parlament. Nach Bekanntgabe der Ergebnisse der Wahlen vom 30. Januar 2005 einigte sich die Schiitische Allianz einstimmig auf al-Dschafari als Kandidaten für das Amt des künftigen Ministerpräsidenten, nachdem zuvor Ahmad Tschalabi seine Bemühungen um die Nominierung aufgegeben hatte. Am 23. Februar 2005 wurde al-Dschafari offiziell von seiner Partei für das Amt nominiert.
Der kurdische Politiker Dschalal Talabani, der am 6. April 2005 vom irakischen Parlament mit 227 Stimmen zum Staatspräsidenten des Landes gewählt wurde, beauftragte al-Dschafari mit der Regierungsbildung. Am 27. April votierte eine Mehrheit des irakischen Übergangsparlaments für das Kabinett von Ibrahim al-Dschafari. Al-Dschafari fungierte für einige Tage neben dem Amt des Ministerpräsidenten zusätzlich als Verteidigungsminister, bis nachträglich der Sunnit Saadun ad-Dulaimi für das Amt nominiert wurde.
Am 19. Mai machte al-Dschafari seinen ersten Auslandsbesuch als Ministerpräsident des Irak in der Türkei. In Bezug auf Öl, Wasservorräte und Energie sagte Dschafari in Ankara, der Irak und die Türkei hätten „ein gemeinsames Schicksal und eine Interessenpartnerschaft“. Bei seinem Besuch ging es wohl vornehmlich um diese Themen sowie um die irakischen Schulden in Höhe von 1,7 Milliarden US-Dollar bei der Türkei.
Ihm folgte 2006 sein damaliger Parteifreund Nuri al-Maliki ins Amt. Im Mai 2008 gründete er die Reform-Partei (Islah) und wurde daraufhin von der Dawa-Partei ausgeschlossen. Bei den Parlamentswahlen 2010 schloss sich seine Partei der irakischen Nationalallianz an.